# 東成郵便局
東成郵便局（ひがしなりゆうびんきょく）は、大阪府大阪市東成区にある郵便局。民営化前の分類では集配普通郵便局であった。

## 沿革
- 1933年（昭和8年） - 開局。
- 1960年（昭和35年）4月1日 - 電話通話および和文電報受付事務の取扱を開始[1]。
- 1968年（昭和43年）6月10日 - 東成区大今里本町二丁目から同区東今里町三丁目に移転。
- 1985年（昭和60年）11月1日 - 国際電報受付業務を大阪城東電報電話局に移管。
- 1990年（平成2年）3月23日 - 花の万博の開催に合わせ、大阪市周辺の主な郵便局40局において、風景印を花をかたどった変形印に変更（当局は東成区の花であるパンジー）。
- 1998年（平成10年）9月1日 - 外国通貨の両替および旅行小切手の売買に関する業務取扱を開始。
- 2007年（平成19年）10月1日 - 民営化に伴い、併設された郵便事業東成支店に一部業務を移管。
- 2012年（平成24年）10月1日 - 日本郵便株式会社発足に伴い、郵便事業東成支店を東成郵便局に統合。
- 2022年（令和4年）4月1日-かんぽサービス部を設置。

## 取扱内容
- 郵便、印紙、ゆうパック、内容証明
- 貯金、為替、振替、振込、国際送金、国債、投資信託
- 生命保険、バイク自賠責保険、自動車保険、がん保険、引受条件緩和型医療保険
- 地方公共団体事務（大阪市ごみ処理券の販売、市バス・地下鉄優待乗車証の交付）
- ゆうちょ銀行ATM
- 「537-00xx」区域（大阪市東成区全域）の配達業務[2]。
- ゆうゆう窓口

## 風景印
- 図案は深江稲荷神社の大イチョウ・「深江笠ゆかりの地」の石碑・菅笠。局名表記は「東成」
- 形はパンジー型の変形印である。

## 周辺
- 大阪市立本庄中学校

## アクセス
- Osaka Metro 緑橋駅・深江橋駅・今里駅・新深江駅からそれぞれ徒歩約15分
- 大阪シティバス 東今里三丁目停留所（最寄り）
- 阪神高速東大阪線 高井田出入口から南西へ約2km
- 駐車場あり：10台